# Laineck (Adelsgeschlecht)

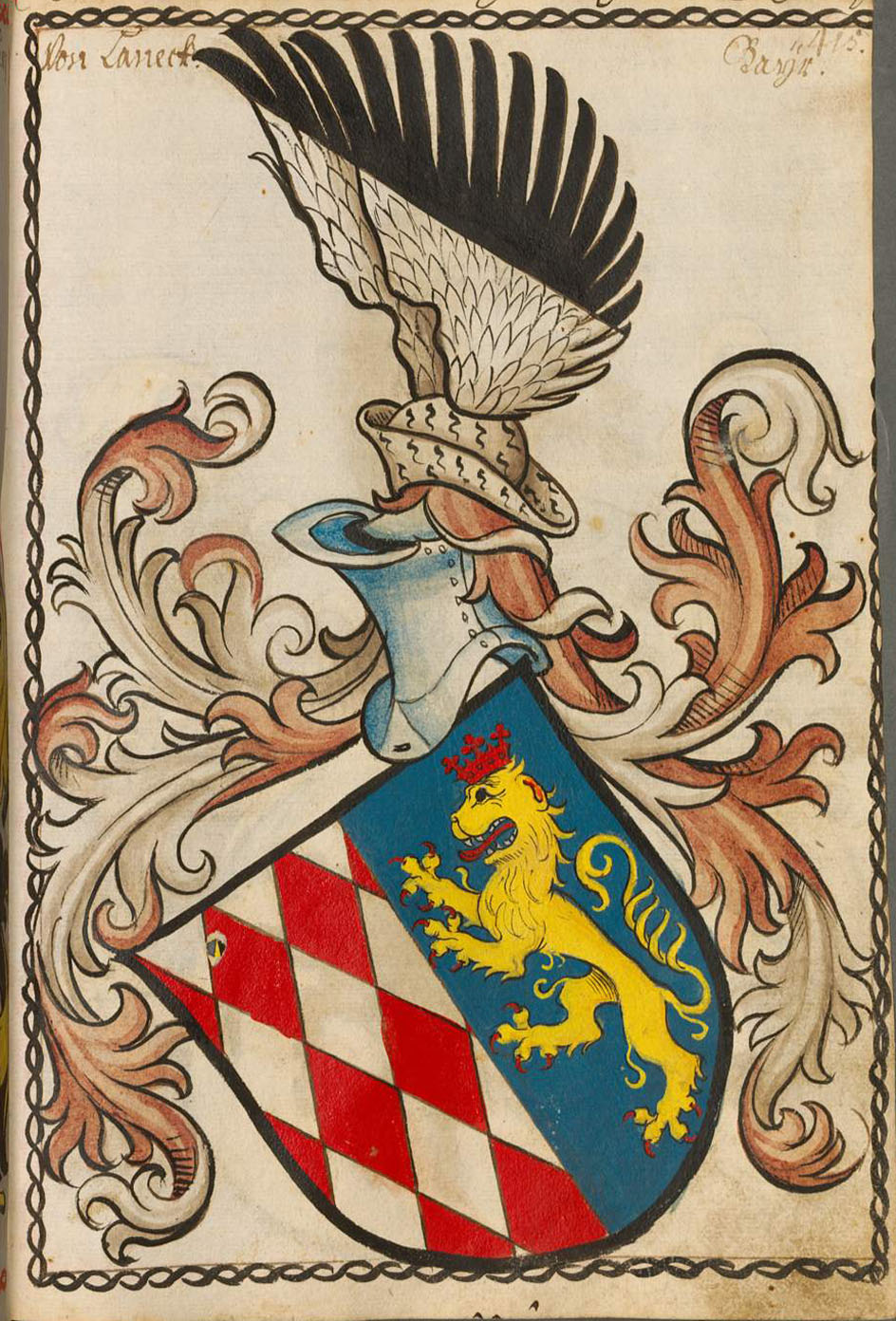
Wappen derer von Laineck nach dem Scheiblerschen Wappenbuch

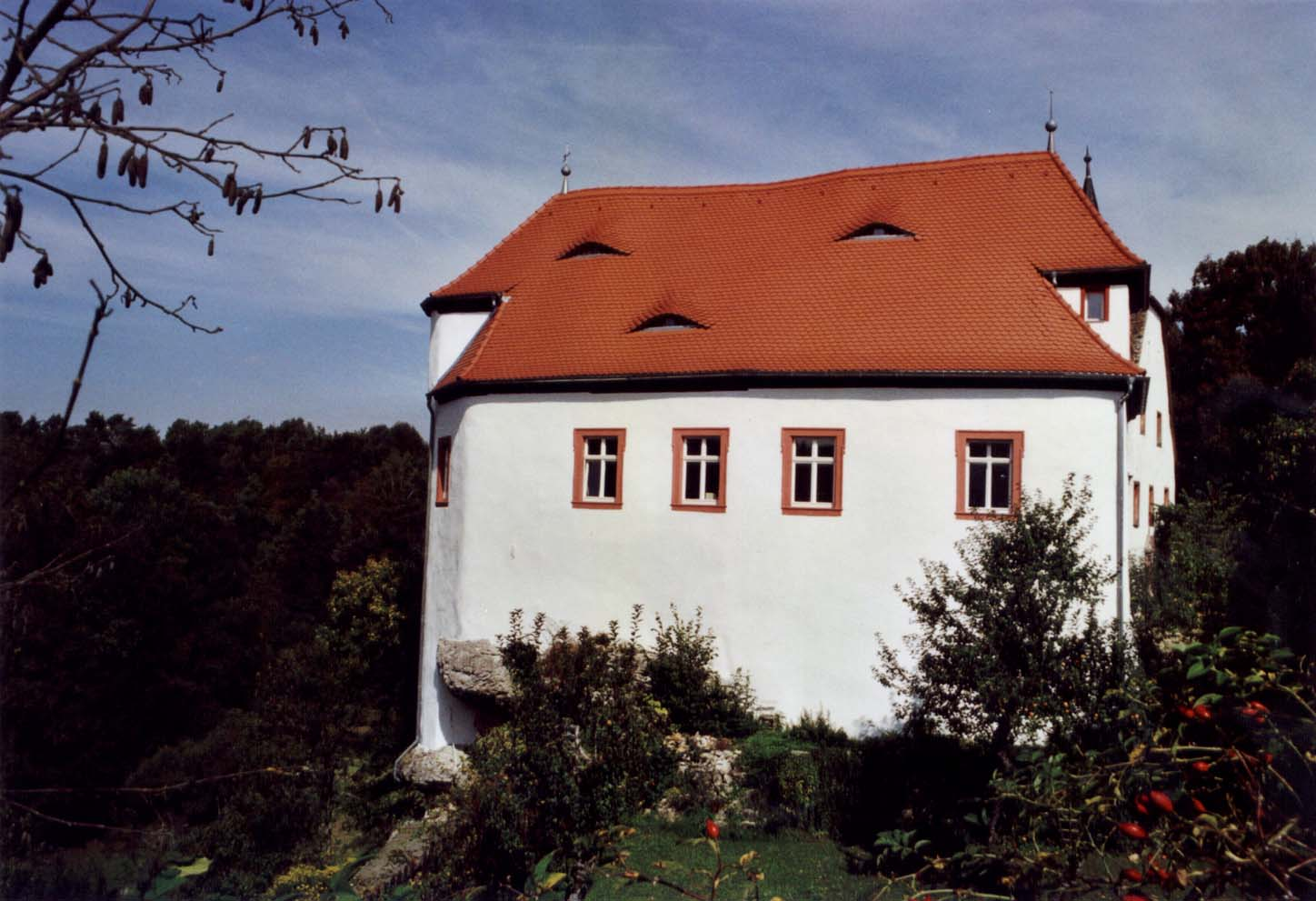
Südflügel von Schloss Plankenfels

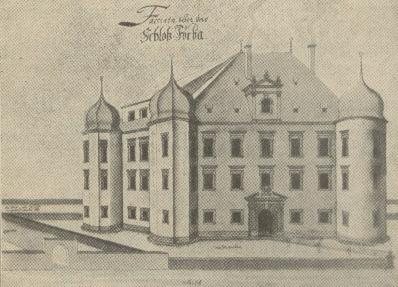
Schloss Förbau

Die Familie von Laineck war ein altes fränkisches Adelsgeschlecht.

## Geschichte
Die Familie von Laineck entstammte dem gleichnamigen Ort Laineck, der heute ein Ortsteil von Bayreuth in Oberfranken ist. Sie waren zunächst Ministeriale der Meranier.
Die von Laineck waren 1507 am Wiederaufbau und später auch am Umbau des Schlosses Nemmersdorf beteiligt. Das Schloss ist heute wegen massiver Umbauten in der Neuzeit kaum noch in seinen mittelalterlichen Zügen zu erkennen. In der Pfarrkirche befindet sich das Epitaph des Dietrich von Laineck von 1628. Ein Kleindenkmal ist der Dreihirtenstein, ein Grenzstein an der Königsheide.
Die Burg Plankenfels kam nach dem Aussterben der Herren von Rüssenbach 1573 als Mannlehen an Hans Gilg von Laineck. Seit 1629 waren die Herren von Lüschwitz zu Glashütten Besitzer der Burg.
Georg Wolf von Laineck auf Nemmersdorf (1592–1644) war seit 1635 verheiratet mit Maria Veronica (1609–1644), Tochter des Urban Caspar von Feilitzsch. Das Paar hatte den Sohn Urban Jacob (1639–1670) und eine Tochter, Margaretha Barbara (1640–1671), die 1659 Lorenz (1628–1684) einen Sohn des Caspar von Stein heiratete. Bruder und Schwester waren noch Kinder, als die Eltern 1644 starben. Im Jahr 1650 erbten beide als Universalerben ihres Großvaters, des Kanzlers Urban Caspar von Feilitzsch (1586–1649), die Güter Förbau, Schwarzenbach an der Saale, Isaar, Joditz, Weischlitz und Kürbitz.
Urban Jacob heiratete 1662 Christiane Sophie von Rabenstein auf Trautenberg (1644–1685). Am 21. Januar 1666 wurde ihr Sohn Christian Erdmann von Laineck geboren. Er war achtzehn Jahre alt, als er auf einer Kavalierstour bereits am 5. Juli 1684 in Paris verstarb. Mit ihm erlosch das Geschlecht.
Das Gut Nemmersdorf fiel der Bayreuther Landesherrschaft heim. Der oben erwähnte Lorenz von Stein und Margaretha Barbara von Laineck hatten eine Tochter, Erdmuthe von Stein (1662–1715), seit 12. November 1684 verheiratet mit ihrem Cousin ersten Grades, Freiherr Erdmann von Stein (1662–1739). Sie konnten zumindest die fränkischen Güter Förbau, Schwarzenbach, Isaar und Joditz aus der Feilitzschen Erbmasse halten. Ein entfernter Verwandter des 1649 verstorbenen Erblassers, Urban Heinrich von Feilitzsch aus Regensburg, hatte begonnen, Familienforschung zu betreiben und prozessierte erfolgreich auf die Herausgabe des Ritterguts Kürbitz.

## Wappen
Blasonierung: „Das Wappen ist gespalten. Vorn achtmal in Rot und Silber gerautet. Hinten auf blauem Grund ein goldgekrönter aufrechter Löwe. Über einen goldgekrönten Helm mit rot-silbernen und blau-goldenen Helmdecken ist ein mit goldenen Herzen besäter geschlossener blauer Flug.“

Wappen der Schütz von Laineck
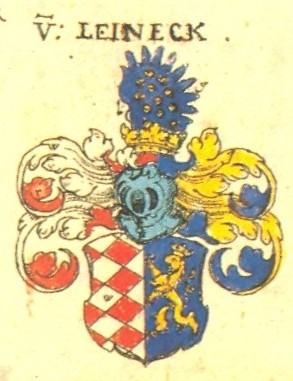
Wappen der Familie von Laineck nach Siebmachers Wappenbuch